# Filippo de' Medici
Filippo Cosimo de' Medici, meglio noto come don Filippino (Firenze, 20 maggio 1577 – Firenze, 29 marzo 1582), era il figlio ultimogenito e unico maschio legittimo del granduca di Toscana Francesco I de' Medici e di Giovanna d'Asburgo. Erede del Granducato di Toscana, fu gran principe di Toscana dalla nascita alla morte prematura.

## Biografia

### Infanzia
Il fanciullo era il primo figlio maschio che Giovanna d'Austria dava a Francesco, dopo una serie di ben sei figlie femmine (alcune delle quali morte infanti) e dopo che l'amante di Francesco, l'agguerrita Bianca Cappello era riuscita a dare un erede maschio al Granduca, Antonio de' Medici (anche se i dubbi sull'effettiva paternità e maternità di Antonio furono sin dall'epoca nutritissimi).
Nella grande gioia della corte medicea, che salutava il legittimo erede al trono, venne scelto il nome di battesimo in onore di Filippo II di Spagna, suo padrino. Già solo un anno dopo, nel 1578, Giovanna d'Austria morì dando alla luce un bambino nato morto.

### Morte
A corte fu sempre noto col diminutivo di don Filippino. Cagionevole di salute fin dalla nascita, morì a soli quattro anni nel 1582. L'autopsia operata sui suoi resti nel 2004 ha rivelato che don Filippino soffriva di rachitismo e una forma di idrocefalia, non gravissima ma visibile a occhio nudo.
Nella Galleria degli Uffizi si trova un ritratto del 1586, celebrativo e anacronistico, che lo raffigura bambinetto accanto alla madre Giovanna, benché questa fosse morta quando don Filippino era ancora in fasce.

### Sepoltura
Nel 1857, durante una prima ricognizione delle salme dei Medici, così venne ritrovato il suo corpo: 

## Ascendenza
|                        |                        |                                  | Genitori                              |  |  | Nonni |  |  | Bisnonni                  |  |  | Trisnonni            |  |
|                        |                        |                                  |                                       |  |  |       |  |  | Giovanni dalle Bande Nere |  |  | Giovanni il Popolano |  |
|                        |                        |                                  |                                       |  |  |       |  |  | Giovanni dalle Bande Nere |  |  | Giovanni il Popolano |  |
|                        |                        | Caterina Sforza                  |                                       |  |  |       |  |  | Giovanni dalle Bande Nere |  |  |                      |  |
| Cosimo I de' Medici    |                        |                                  |                                       |  |  |       |  |  | Giovanni dalle Bande Nere |  |  |                      |  |
|                        |                        | Maria Salviati                   | Jacopo Salviati                       |  |  |       |  |  |                           |  |  |                      |  |
|                        |                        | Maria Salviati                   | Jacopo Salviati                       |  |  |       |  |  |                           |  |  |                      |  |
|                        |                        | Maria Salviati                   | Lucrezia di Lorenzo de' Medici        |  |  |       |  |  |                           |  |  |                      |  |
| Francesco I de' Medici |                        | Maria Salviati                   |                                       |  |  |       |  |  |                           |  |  |                      |  |
|                        |                        | Pedro Álvarez de Toledo y Zúñiga | Fadrique Álvarez de Toledo y Enríquez |  |  |       |  |  |                           |  |  |                      |  |
|                        |                        | Pedro Álvarez de Toledo y Zúñiga | Fadrique Álvarez de Toledo y Enríquez |  |  |       |  |  |                           |  |  |                      |  |
|                        |                        | Pedro Álvarez de Toledo y Zúñiga | Isabel de Zúñiga y Pimentel           |  |  |       |  |  |                           |  |  |                      |  |
| Eleonora di Toledo     |                        | Pedro Álvarez de Toledo y Zúñiga |                                       |  |  |       |  |  |                           |  |  |                      |  |
|                        |                        | María Osorio y Pimentel          | Luis Pimentel y Pacheco               |  |  |       |  |  |                           |  |  |                      |  |
|                        |                        | María Osorio y Pimentel          | Luis Pimentel y Pacheco               |  |  |       |  |  |                           |  |  |                      |  |
|                        |                        | María Osorio y Pimentel          | Juana Osorio y Bazán                  |  |  |       |  |  |                           |  |  |                      |  |
| Filippo de' Medici     |                        | María Osorio y Pimentel          |                                       |  |  |       |  |  |                           |  |  |                      |  |
|                        | Filippo I di Castiglia | Massimiliano I d'Asburgo         |                                       |  |  |       |  |  |                           |  |  |                      |  |
|                        | Filippo I di Castiglia | Massimiliano I d'Asburgo         |                                       |  |  |       |  |  |                           |  |  |                      |  |
|                        | Filippo I di Castiglia | Maria di Borgogna                |                                       |  |  |       |  |  |                           |  |  |                      |  |
| Ferdinando I d'Asburgo | Filippo I di Castiglia |                                  |                                       |  |  |       |  |  |                           |  |  |                      |  |
|                        |                        | Giovanna di Aragona e Castiglia  | Ferdinando II d'Aragona               |  |  |       |  |  |                           |  |  |                      |  |
|                        |                        | Giovanna di Aragona e Castiglia  | Ferdinando II d'Aragona               |  |  |       |  |  |                           |  |  |                      |  |
|                        |                        | Giovanna di Aragona e Castiglia  | Isabella di Castiglia                 |  |  |       |  |  |                           |  |  |                      |  |
| Giovanna d'Austria     |                        | Giovanna di Aragona e Castiglia  |                                       |  |  |       |  |  |                           |  |  |                      |  |
|                        |                        | Ladislao II di Boemia            | Casimiro IV di Polonia                |  |  |       |  |  |                           |  |  |                      |  |
|                        |                        | Ladislao II di Boemia            | Casimiro IV di Polonia                |  |  |       |  |  |                           |  |  |                      |  |
|                        |                        | Ladislao II di Boemia            | Elisabetta d'Asburgo                  |  |  |       |  |  |                           |  |  |                      |  |
| Anna Jagellone         |                        | Ladislao II di Boemia            |                                       |  |  |       |  |  |                           |  |  |                      |  |
|                        |                        | Anna di Foix-Candale             | Gastone II di Foix-Candale            |  |  |       |  |  |                           |  |  |                      |  |
|                        |                        | Anna di Foix-Candale             | Gastone II di Foix-Candale            |  |  |       |  |  |                           |  |  |                      |  |
|                        |                        | Anna di Foix-Candale             | Caterina di Navarra                   |  |  |       |  |  |                           |  |  |                      |  |
|                        |                        | Anna di Foix-Candale             |                                       |  |  |       |  |  |                           |  |  |                      |  |